# Super Chief
De Super Chief was een reizigerstrein in de Verenigde Staten die uitgebaat werd door de Atchison, Topeka and Santa Fe Railway (Santa Fe). De trein verbond Chicago in de staat Illinois met Los Angeles in Californië via de Santa Fe trail. Onderweg reed de trein door de staten Iowa, Missouri, Kansas, Colorado, New Mexico en Arizona. 

## Geschiedenis
In de Verenigde Staten onderhielden verschillende spoorwegmaatschappijen transcontinentale verbindingen waarbij ze concurreerden op snelheid en comfort om klanten te winnen. Begin jaren 30 van de twintigste eeuw werd zowel in Europa als in Amerika gekeken naar het stroomlijnen van materieel om, door een verminderde luchtweerstand, hogere snelheden te kunnen bereiken. In de Verenigde Staten ontwikkelden de treinfabrikanten Pullman Standard en Budd ieder een streamliner dieseltreinstel voor respectievelijk de Union Pacific en de Burlington Route.
Budd had een procedé ontwikkeld voor het klinken van roestvast staal en bereikte daarmee ook een aanzienlijke gewichtsreductie. Santa Fe zag deze ontwikkeling bij haar concurrenten en was enthousiast over de Pioneer Zephyr, de gelede trein van Burlington Route. Santa Fe had echter wel bezwaar tegen treinstellen omdat die niet snel aan de vraag kunnen worden aangepast. Budd werd gevraagd om een prototype voor een los rijtuig te leveren van geklonken roestvast staal. Dit werd het bagagerijtuig nr 3070 dat in 1936 werd geleverd. Daarna werd één stam bestaande uit negen rijtuigen besteld voor een nieuwe trein die de naam Super Chief kreeg als verwijzing naar de bestaande trein The Chief en de verbeteringen ten opzichte van ouder materieel. Als teken van modernisering werd ook gekozen voor dieseltractie in plaats van stoom. Hiervoor werden in augustus 1935 twee 'Boxcab'-locomotieven geleverd door General Motors. De Super Chief was daarmee de eerste getrokken langeafstandstrein met dieseltractie.

## Reizigersdienst
De reizigersdienst begon op 12 mei 1936 met het vertrek uit Dearborn station in Chicago. De trein bestond, in afwachting van de aflevering van de streamliners, geheel uit eerste klas rijtuigen van The Chief. In mei 1937 waren de streamliners beschikbaar en werd de Super Chief daarmee gereden.  De "lichtgewicht" Super Chief deed 36 uur en 49 minuten over de rit en haalde daarmee een gemiddelde snelheid van 97 km/u.  Met één stam kon slechts eenmaal per week per richting worden gereden en Santa Fe bestelde dan ook 104 rijtuigen bij Budd om een dagelijkse dienst te kunnen verzorgen. De frequentie van één trein per dag per richting werd echter pas in 1948 bereikt. In de jaren 40 en 50 van de twintigste eeuw werd zelfs een coast-to-coastdienst aangeboden waarmee de reizigers ten oosten van Chicago via de Baltimore and Ohio Railroad verder reden naar Washington D.C. en via de New York Central of Pennsylvania Railroad verder reden naar New York. Door teruglopende reizigers aantallen werd de trein in de jaren 60 van de twintigste eeuw gecombineerd met El Capitan, de tweede klas trein op dezelfde route. Na 35 jaar kwam een einde aan de particuliere exploitatie van de Super Chief en gingen de personentreinen over naar Amtrak. Wegens kwaliteitsverlies verbood Santa Fe in 1973 het gebruik van de naam en wijzigde Amtrak de naam van de trein in Southwest Limited.     

## Route en dienstregeling
| Westwaarts | km   | Maatschappij | Staat      | station                    | km   | Oostwaarts |
| ---------- | ---- | ------------ | ---------- | -------------------------- | ---- | ---------- |
|            | 0    | ATSF         | Illinois   | Chicago (Dearborn Station) | 3577 |            |
|            | 60   | ATSF         | Illinois   | Joliet                     | 3517 |            |
|            | 144  | ATSF         | Illinois   | Streator                   | 3433 |            |
|            | 209  | ATSF         | Illinois   | Chillicothe                | 3368 |            |
|            | 285  | ATSF         | Illinois   | Galesburg                  | 3292 |            |
|            | 374  | ATSF         | Iowa       | Fort Madison               | 3203 |            |
|            | 377  | ATSF         | Iowa       | Shopton                    | 3200 |            |
|            | 723  | ATSF         | Missouri   | Kansas City                | 2854 |            |
|            | 1021 | ATSF         | Kansas     | Newton                     | 2556 |            |
|            | 1074 | ATSF         | Kansas     | Hutchinson                 | 2503 |            |
|            | 1268 | ATSF         | Kansas     | Dodge City                 | 2309 |            |
|            | 1348 | ATSF         | Kansas     | Garden City                | 2229 |            |
|            | 1509 | ATSF         | Colorado   | Lamar                      | 2068 |            |
|            | 1594 | ATSF         | Colorado   | La Junta                   | 1983 |            |
|            | 1725 | ATSF         | Colorado   | Trinidad                   | 1852 |            |
|            | 1761 | ATSF         | New Mexico | Raton                      | 1816 |            |
|            | 1938 | ATSF         | New Mexico | Las Vegas                  | 1639 |            |
|            | 2041 | ATSF         | New Mexico | Lamy                       | 1536 |            |
|            | 2150 | ATSF         | New Mexico | Albuquerque                | 1427 |            |
|            | 2408 | ATSF         | New Mexico | Gallup                     | 1169 |            |
|            | 2613 | ATSF         | Arizona    | Winslow                    | 964  |            |
|            | 2706 | ATSF         | Arizona    | Flagstaff                  | 871  |            |
|            | 2755 | ATSF         | Arizona    | Williams Junction          | 822  |            |
|            | 2842 | ATSF         | Arizona    | Seligman                   | 735  |            |
|            | 2983 | ATSF         | Arizona    | Kingman                    | 594  |            |
|            | 3081 | ATSF         | Californië | Needles                    | 496  |            |
|            | 3351 | ATSF         | Californië | Barstow                    | 226  |            |
|            | 3481 | ATSF         | Californië | San Bernardino             | 96   |            |
|            | 3522 | ATSF         | Californië | Pomona                     | 55   |            |
|            | 3562 | ATSF         | Californië | Pasadena                   | 15   |            |
|            | 3577 | ATSF         | Californië | Los Angeles                | 0    |            |

## Rollend materieel
De Super Chief' werd getrokken door twee "boxcab" locomotieven die door General Motors (GM) speciaal voor deze trein waren ontwikkeld. GM paste voor deze E(xpress) units het modulaire concept toe dat later bij de grote series voor een verkoopsucces zorgde. Deze twee locomotieven waren allesbehalve gestroomlijnd en al in juni 1937 volgde de E1 nr 2A en 2B, die wel een gestroomlijnde bovenbouw kregen en in de beroemde warbonnet kleurstelling werden geschilderd. GM ontwikkelde het idee van A en B units verder en het werd voor lange tijd de standaard voor dieseltractie in de Verenigde Staten. De trein startte met rijtuigen die uit het wagenpark van The Chief kwamen. In 1937 was de eerste stam door Budd geleverd en werd de trein hiermee gereden. De rijtuigen werden genoemd naar Indianen dorpen. De treinsamenstelling was : 1 postrijtuig, 1 bagagerijtuig, 2 slaaprijtuigen Isleta en Laguna, 1 cocktail lounge Acoma, 1 restauratierijtuig Cochiti, 2 slaaprijtuigen Oraibi en Taos en 1 slaap/sluitrijtuig Navajo. Omdat de levering van verdere roestvaststalen rijtuigen langer duurde dan verwacht leende Santa Fe in februari 1938 opnieuw een stam bij The Chief. In juli 1938 werd deze stam vervangen door twee lichtgewicht treinstellen gebouwd door Pullman-standard. Deze maakten tot 1946 elk één retourrit per week. De getrokken Super Chief werd in 1942 verlengd van 9 tot 12 rijtuigen per trein. In 1947 werd het aantal rijtuigen weer teruggebracht tot 11 per trein. In 1951 werd het wagenpark vernieuwd en introduceerde Santa Fe het uitzichtsrijtuig, de "Pleasure Dome", in de Super Chief. De treinsamenstelling werd toen: 1 bagagerijtuig, 1 postrijtuig, 1 restauratierijtuig, 1 pleasure dome lounge, 1 personeels/lounge rijtuig,  6 tot 8 slaaprijtuigen en 1 sluitrijtuig. 

### Slaaprijtuigen Super Chief
| Rijtuignaam  | Type  | Fabrikant              | Bouwjaar | Opmerkingen |
| ------------ | ----- | ---------------------- | -------- | ----------- |
| Regal Center | 4-4-2 | Pullman Standard       | 1948     |             |
| Regal City   | 4-4-2 | Pullman Standard       | 1948     |             |
| Regal Creek  | 4-4-2 | Pullman Standard       | 1948     |             |
| Regal Cross  | 4-4-2 | Pullman Standard       | 1948     |             |
| Regal Crown  | 4-4-2 | Pullman Standard       | 1948     |             |
| Regal Gorge  | 4-4-2 | Pullman Standard       | 1948     |             |
| Regal Hill   | 4-4-2 | Pullman Standard       | 1948     |             |
| Regal House  | 4-4-2 | Pullman Standard       | 1948     |             |
| Regal Oak    | 4-4-2 | Pullman Standard       | 1948     |             |
| Regal Pass   | 4-4-2 | Pullman Standard       | 1948     |             |
| Regal Ring   | 4-4-2 | Pullman Standard       | 1948     |             |
| Regal River  | 4-4-2 | Pullman Standard       | 1948     |             |
| Regal Ruby   | 4-4-2 | Pullman Standard       | 1948     |             |
| Regal Stream | 4-4-2 | Pullman Standard       | 1948     |             |
| Regal Temple | 4-4-2 | Pullman Standard       | 1948     |             |
| Regal Town   | 4-4-2 | Pullman Standard       | 1948     |             |
| Regal Vale   | 4-4-2 | Pullman Standard       | 1948     |             |
| Regal Arms   | 4-4-2 | American Car & Foundry | 1950     |             |
| Regal Corps  | 4-4-2 | American Car & Foundry | 1950     |             |
| Regal Court  | 4-4-2 | American Car & Foundry | 1950     |             |
| Regal Crest  | 4-4-2 | American Car & Foundry | 1950     |             |
| Regal Dome   | 4-4-2 | American Car & Foundry | 1950     |             |
| Regal Elm    | 4-4-2 | American Car & Foundry | 1950     |             |
| Regal Gate   | 4-4-2 | American Car & Foundry | 1950     |             |
| Regal Gulf   | 4-4-2 | American Car & Foundry | 1950     |             |
| Regal Hunt   | 4-4-2 | American Car & Foundry | 1950     |             |
| Regal Inn    | 4-4-2 | American Car & Foundry | 1950     |             |
| Regal Isle   | 4-4-2 | American Car & Foundry | 1950     |             |
| Regal Lane   | 4-4-2 | American Car & Foundry | 1950     |             |
| Regal Lark   | 4-4-2 | American Car & Foundry | 1950     |             |
| Regal Manor  | 4-4-2 | American Car & Foundry | 1950     |             |
| Regal Spa    | 4-4-2 | American Car & Foundry | 1950     |             |
| Pine Arroyo  | 10/6  | Budd                   | 1950     |             |
| Pine Beach   | 10/6  | Budd                   | 1950     |             |
| Pine Bell    | 10/6  | Budd                   | 1950     |             |
| Pine Bluff   | 10/6  | Budd                   | 1950     |             |
| Pine Brook   | 10/6  | Budd                   | 1950     |             |
| Pine Cavern  | 10/6  | Budd                   | 1950     |             |
| Pine Cove    | 10/6  | Budd                   | 1950     |             |
| Pine Creek   | 10/6  | Budd                   | 1950     |             |
| Pine Crest   | 10/6  | Budd                   | 1950     |             |
| Pine Dale    | 10/6  | Budd                   | 1950     |             |
| Pine Dawn    | 10/6  | Budd                   | 1950     |             |
| Pine Fern    | 10/6  | Budd                   | 1950     |             |
| Pine Gem     | 10/6  | Budd                   | 1950     |             |
| Pine Gorge   | 10/6  | Budd                   | 1950     |             |
| Pine Grove   | 10/6  | Budd                   | 1950     |             |
| Pine Hill    | 10/6  | Budd                   | 1950     |             |
| Pine Island  | 10/6  | Budd                   | 1950     |             |
| Pine King    | 10/6  | Budd                   | 1950     |             |
| Pine Leaf    | 10/6  | Budd                   | 1950     |             |
| Pine Lodge   | 10/6  | Budd                   | 1950     |             |
| Pine Mesa    | 10/6  | Budd                   | 1950     |             |
| Pine Pass    | 10/6  | Budd                   | 1950     |             |
| Pine Peak    | 10/6  | Budd                   | 1950     |             |
| Pine Range   | 10/6  | Budd                   | 1950     |             |
| Pine Rapids  | 10/6  | Budd                   | 1950     |             |
| Pine Ring    | 10/6  | Budd                   | 1950     |             |
| Pine Shore   | 10/6  | Budd                   | 1950     |             |
| Palm Arch    | 10/6  | American Car & Foundry | 1951     |             |
| Palm Dome    | 10/6  | American Car & Foundry | 1951     |             |
| Palm Haven   | 10/6  | American Car & Foundry | 1951     |             |
| Palm Leaf    | 10/6  | American Car & Foundry | 1951     |             |
| Palm Loch    | 10/6  | American Car & Foundry | 1951     |             |
| Palm Lore    | 10/6  | American Car & Foundry | 1951     |             |
| Palm Path    | 10/6  | American Car & Foundry | 1951     |             |
| Palm Star    | 10/6  | American Car & Foundry | 1951     |             |
| Palm Stream  | 10/6  | American Car & Foundry | 1951     |             |
| Palm Summit  | 10/6  | American Car & Foundry | 1951     |             |
| Palm Top     | 10/6  | American Car & Foundry | 1951     |             |
| Palm Tower   | 10/6  | American Car & Foundry | 1951     |             |
| Palm View    | 10/6  | American Car & Foundry | 1951     |             |

- 10/6  10 roomettes en 6 slaapplaatsen
- 4-4-2  4 slaapkamers, 4 couchettes en 2 zitkamers